# 9340 Williamholden
9340 Williamholden este un asteroid din centura principală de asteroizi.

## Descriere
9340 Williamholden este un asteroid din centura principală de asteroizi. A fost descoperit pe 6 iunie 1991 la Observatorul La Silla de Eric Walter Elst. Asteroidul prezintă o orbită caracterizată de o semiaxă mare de 3,20 ua, o excentricitate de 0,15 și o înclinație de 2,3° în raport cu ecliptica.